# Liedberg
Liedberg ist seit der kommunalen Neugliederung 1975 in Nordrhein-Westfalen ein Stadtteil der Stadt Korschenbroich im Rhein-Kreis Neuss.

## Geografische Lage
Der Ort Liedberg liegt auf der Nordseite des gleichnamigen Inselbergs Liedberg. Dieser ist als Naturschutzgebiet ausgewiesen und stellt das älteste Natur- und Kulturdenkmal des Rhein-Kreises Neuss dar. Die Quarzitkuppe entstand vor über einer Million Jahren und ist mit bis zu 84 m ü. NN eine der höchsten Erhebungen am linken Niederrhein in der Tiefebene der Niederrheinischen Bucht. Steinwerkzeuge aus der Altsteinzeit wurden hier gefunden. Eine kontinuierliche Besiedlung und Nutzung des Bereiches ist seit der Römerzeit gesichert. Auf dem Haag, der bewaldeten Spitze des Hügels, befindet sich landschaftsprägend der 18,50 m hohe Wehr- und Wohnturm (Mühlenturm) und das ehemals kurkölnische Schloss Liedberg. Diese Höhenburgen sind neben der Schwanenburg in Kleve am Niederrhein singulär.
Der Korschenbroicher Stadtteil Liedberg besteht aus den Ortsteilen Liedberg, Steinhausen, Drölsholz, Steinforth und Rubbelrath.

## Geschichte

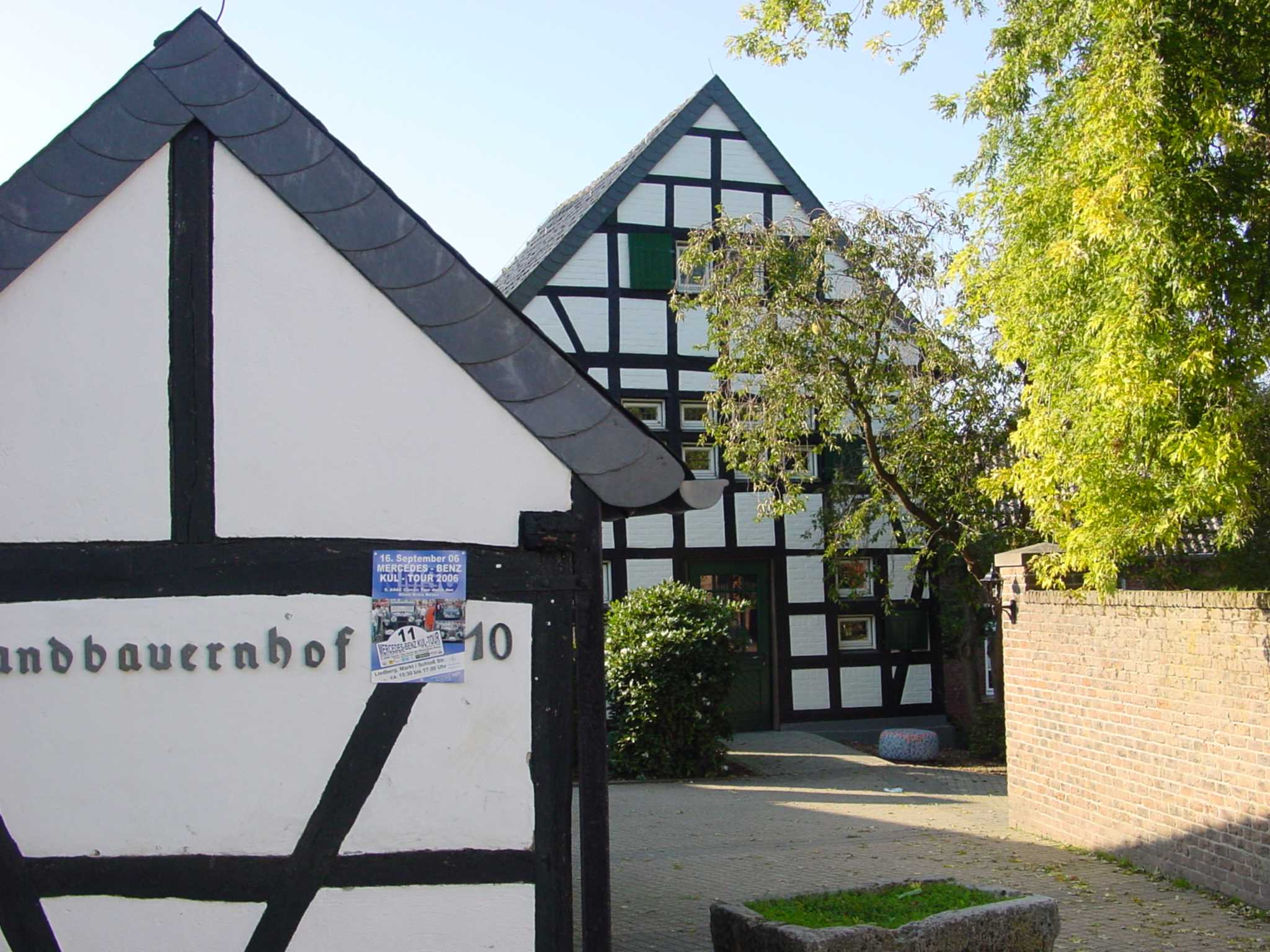
Der Sandbauernhof

### Ur- und Frühgeschichte
Am Fuße des Liedbergs wurden Archäologische Funde entdeckt, die auf Werkzeuge aus der frühen Altsteinzeit hinweisen. Mit Sicherheit gehören weitere Faustkeile und Klingen in die spätere Altsteinzeit. Dieser Fundplatz von Geräten des Neandertalmenschen, der vor etwa 100.000 Jahren lebte, ist bisher im Rhein-Kreis Neuss einmalig. Im westlichen Haag befindet sich eine Kreisgrabenanlage (sog. Römerwacht) die in Europa für das Neolithikum bezeugt ist.

### Keltenzeit
Der Inselberg Liedberg liegt mitten im ehemaligen Siedlungsgebiet des keltischen Stammes der Eburonen. Kernland der Eburonen, die von Gaius Iulius Caesar beim Ort Aduatuca 57 v. Chr. besiegt und versklavt wurden, waren die Lößbörden zwischen Maas und Rhein inklusive der Nordeifel sowie der nordwärts gelegene Raum bis in die Höhe von Xanten. Der Heimatforscher Alfred Hunold untersucht seit Jahren die Orts-, Flur- und Gewässernamen nach urkeltischen Sprachschichten, mit dem Ziel die These zu belegen, dass die Umgebung von Korschenbroich ein Rückzugsgebiet der Eburonen am Niederrhein war.

### Römerzeit
Durch Liedberg verläuft eine alte Römerstraße, die von Neuss am Rhein, über den Vicus Mülfort bis südlich von Roermond an der Maas in die heutigen Niederlande führte. Liedberg verdankt seine Bedeutung in der linksrheinischen Geschichte seiner einzigartigen Lage, die schon von den Römern als strategischer Stützpunkt erkannt wurde. Die Römer hatten den Liedberger Quarzit sowohl für ihre Profanbauten als auch für kultische Gebäude und Monumente verwendet. Nachweislich sind in der Region mehr als 200 römische Landhäuser mit Liedberger Sandstein gebaut worden. Es gab römerzeitliche Sandsteinbrüche an der Süd- und Westflanke des Liedbergs.

### Mittelalter
Das Gebiet um Liedberg lag im Frühmittelalter im Grenzgebiet des Nievenheimer Gaus mit dem Mühlgau, die zu Ripuarien gehörten. Für das Gebiet zwischen Niers und Erft kann für das frühe Mittelalter weder Gau noch Grafschaft nachgewiesen werden. Jakob Bremer geht davon aus, dass dieses Gebiet „sowohl in römischer wie in fränkischer Zeit Staatseigentum war und in enger Beziehung zu den Herrschaftsfamilien stand“, sowohl die Heilige Helena als auch die Königin Plektrudis verfügten hier über Schenkungen.
Aufgrund der zahlreichen zu Liedberg zugehörigen Ritterlehen um Liedberg, eines sehr großen von Liedberg abhängigen Siedlungsgebiets, des Besitzes der hohen und niedrigen Gerichtsbarkeit war Liedberg ab dem 11. Jahrhundert eine Grafschaft mit voller Landeshoheit (dominum), welches sich als eigenständiges Territorium (Landeshoheit) innerhalb des Heiligen Römischen Reiches auf dem Gebiet des Herzogtum Niederlothringen entwickelte. Die Landesherrschaft der Grafschaft Liedbergs erstreckte sich im 12. Jahrhundert südlich bis Dyck, nördlich bis Krefeld, westlich bis zur Niers und östlich bis zur Erft bzw. bis zum Rhein. Über diese Landesherrschaft hinaus, besaß Liedberg nach Jakob Bremer noch das Waldgrafenamt über den großen Wald zwischen Niers und Rhein, im Mühlgau und in den nördlich davon gelegenen Gilde-/Keldagau bis über Kempen, Budberg und Mörs, welche auch mit der niedrigen Gerichtsbarkeit verbunden war.
Als erster Besitzer von Liedberg ist Herimannus de Litheberche zwischen 1100 und 1110 urkundlich bezeugt. 1166 wird erstmals die Burg Liedberg (castrum Litheberch) der Edelherren von Liedberg erwähnt, die zahlreiche Ritterlehen (über 20) vergaben. In der unmittelbaren Nähe befinden sich heute noch zahlreiche Herrensitze und ehemalige Burglehen, z. B. Haus Horst, Burg Steinhausen (Korschenbroich), Haus Raedt, Haus Schlickum (Glehn), Haus Zoppenbroich, Haus Fürth, Haus Neuenhoven und Schloss Dyck.
Im Rahmen einer Erbaufteilung 1166 zwischen Hildegunde von Ahr und Meer und ihrer Schwester Elisabeth von Randerath und der Klostergründung von Meer, wurde ein großer Teil der Grafschaft dem Kurfürstentum Köln übertragen.
Vier Generationen blieb Liedberg beim Hause Randerath. Die Herrschaft Liedberg wurde dann 1241 von Ludwig I. von Randerath an das Kölner Domkapitel verpfändet. Der Erzbischof von Köln wiederum trat Liedberg wahrscheinlich um 1271 an Jülich ab. Im Jahre 1273 erwarb König Rudolf von Habsburg die Herrschaft Liedberg für 3000 Mk. Er gab sie gleichzeitig dem Grafen Wilhelm von Jülich als Lehen zurück.
Nach dem Tod Wilhelms von Jülich gab Gräfin Ricarde von Jülich die Herrschaft Liedberg im Jahr 1278 an Kurköln zurück. Liedberg war dann 1279 wieder im Besitz der kurkölnischen Fürstbischöfe. Liedberg wurde danach Verwaltungsbezirk (Amt) des Kurfürstentums Köln und Sitz eines kurkölnischen Amtmannes. Die Burg wurde zur Festung ausgebaut. Zum kurkölnischen Amt Liedberg gehörten unter anderem die Orte Kaarst, Holzheim, Frimmersdorf, Gindorf und Gustorf. Das Amt bestand fort bis zum Jahre 1794.

### Neuzeit
1701 traf sich Sonnenkönig Ludwig der XIV. mit dem Kölner Kurfürsten Josef Clemens heimlich zu politischen Beratungen auf Schloss Liedberg. Die Besetzung Liedbergs durch französische Revolutionstruppen 1794 endete 1797 mit dem Frieden von Campo Formio. Bei der im Auftrag der französischen Regierung 1798 durchgeführten Gebiets-, Verwaltungs- und Gerichtsreform wurden die alten Territorien und Herrschaften aufgehoben und neue Verwaltungsbezirke als Départements, Kantone und Kommunen geschaffen. Liedberg gehörte zum Kanton Neersen. Nach der 1800 von Napoléon eingeführten Verwaltungsänderung und Einführung der Präfektur bestand die Verwaltung aus Départements, Arrondissements und Mairien. Der Kanton blieb Gerichtsbezirk und Sitz des Friedensgerichts. Als neue Verwaltungseinheit entstand die Mairie Liedberg. Sie gehörte zum Arrondissement de Crévelt im Département de la Roer. Im Friedensvertrag von Lunéville 1801 wurden die 1798 annektierten vier rheinischen Départements als französisches Staatsgebiet anerkannt.
Nach dem Wiener Kongress kam Liedberg 1815 an das Königreich Preußen. 1816 kam Liedberg zum neuen Kreis Gladbach und aus der französischen Mairie Liedberg wurde die preußische Bürgermeisterei Liedberg.
Am 22. Juni 1930 wurden drei junge Pfadfinder einer 16-köpfigen Gruppe vom Düsseldorfer Pfadfinderhorst „Schinderhannes“ im Felsenkeller unterhalb des Schlosses durch herabfallende Felsbrocken verschüttet. Ein Leichnam konnte von der herbeigerufenen Feuerwehr geborgen werden. Eine Bergung der Leichen der beiden anderen Verschütteten war wegen der Lebensgefahr für die Retter nicht möglich. Das Unglück fand eine große Anteilnahme in der Bevölkerung und im ganzen Rheinland. Heute ist der Eingang zum Felsenkeller zugeschüttet und ein Kreuz mit den Namen der drei Pfadfinder erinnert an den Unglückstag.
Im Juni 1935 beging Liedberg mit einem Festumzug und dem eigens geschriebenen Heimatfestspiel „General Jan“ die Tausendjahrfeier, die mit einer Kundgebung der NS-Frauenschaft und der Sonnenwendfeier der Hitlerjugend im Zeichen der Naziherrschaft stand.

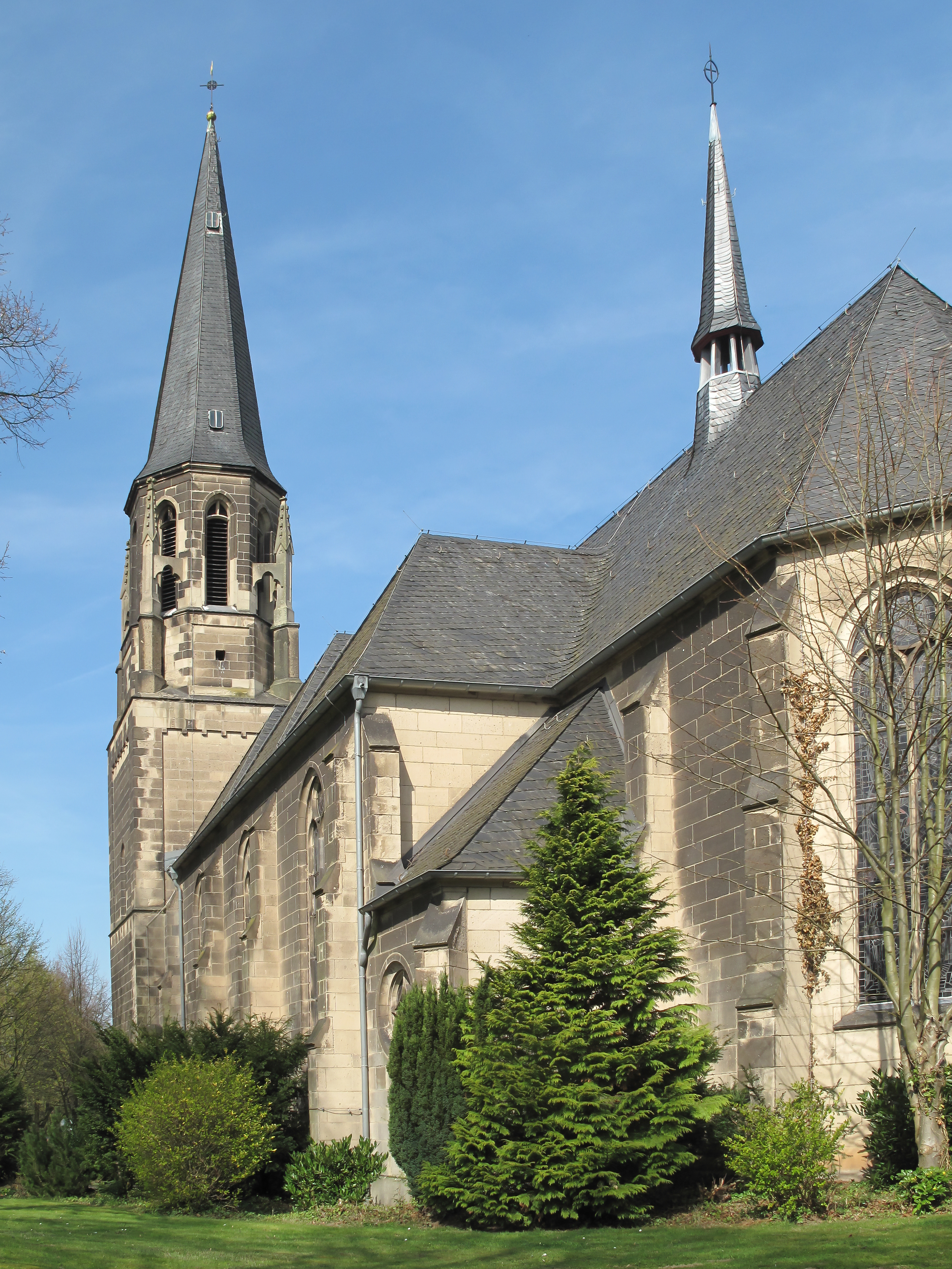
Pfarrkirche Sankt Georg
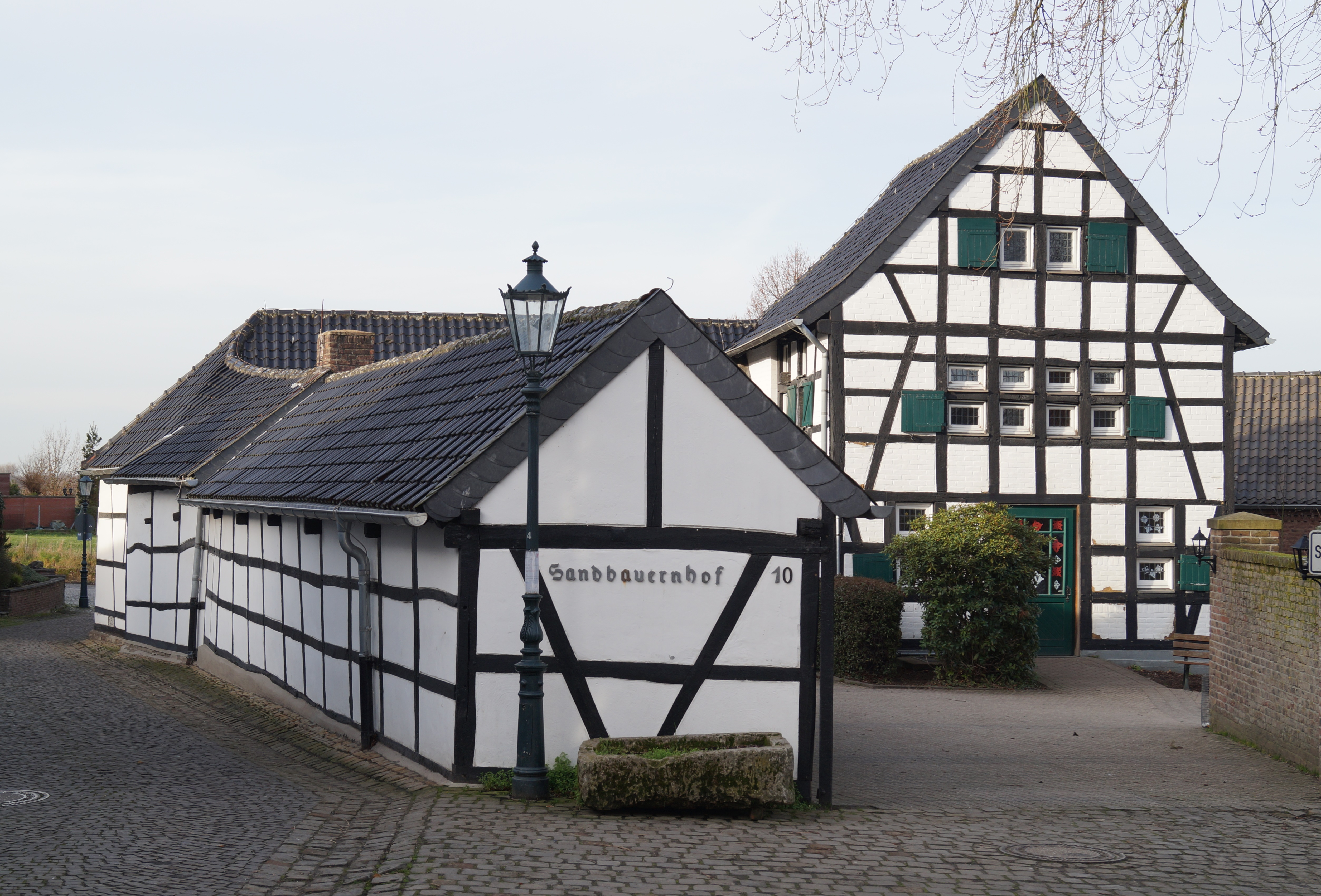
Sandbauernhof
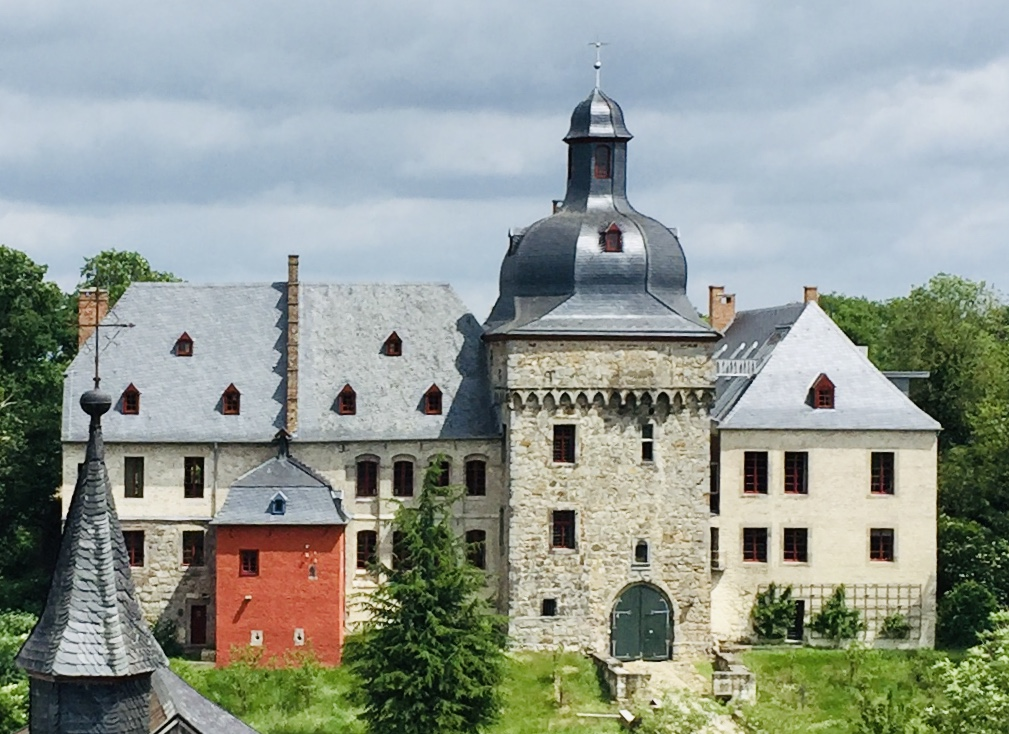
Schloss Liedberg 2022
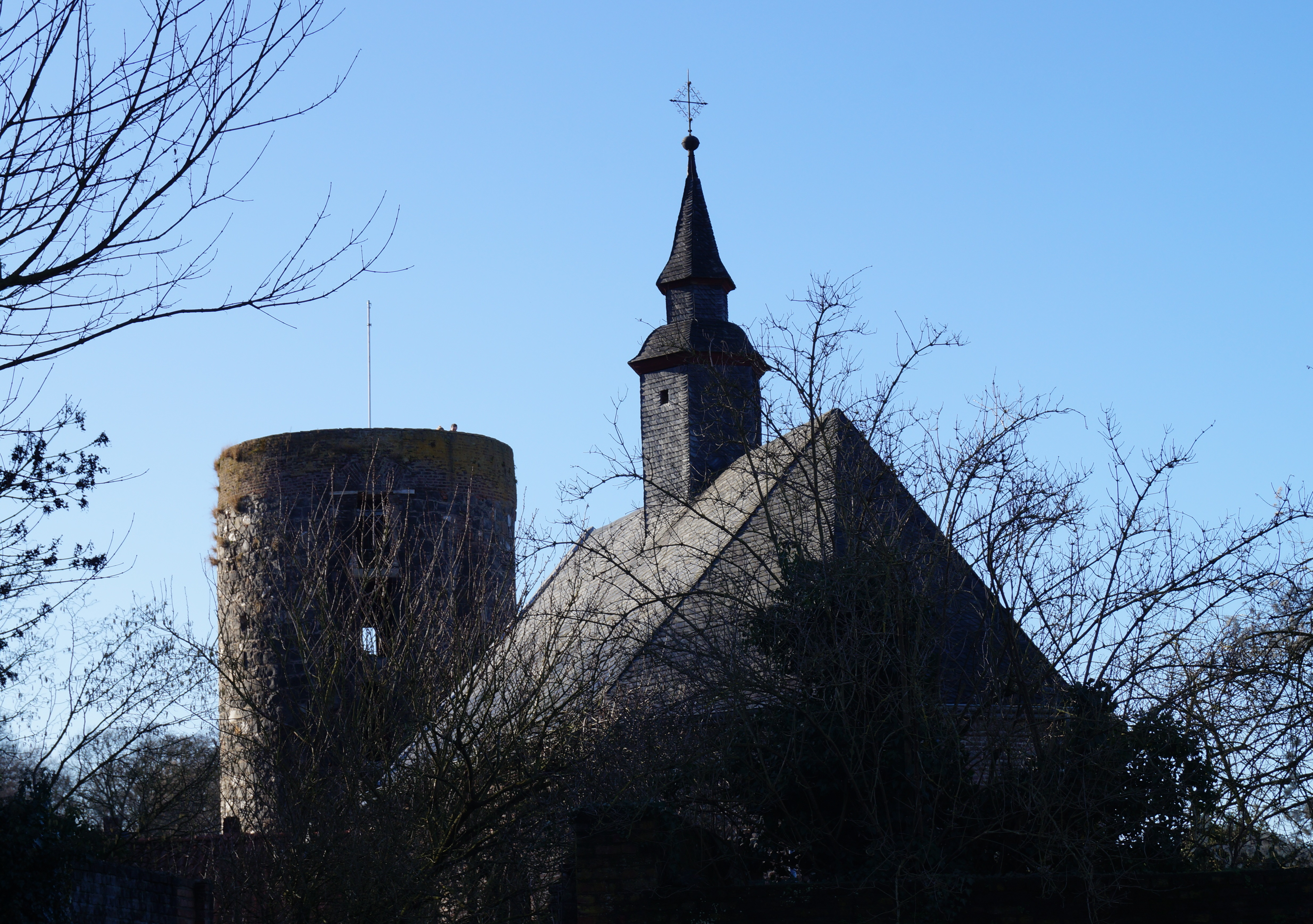
Schlosskapelle und Mühlenturm
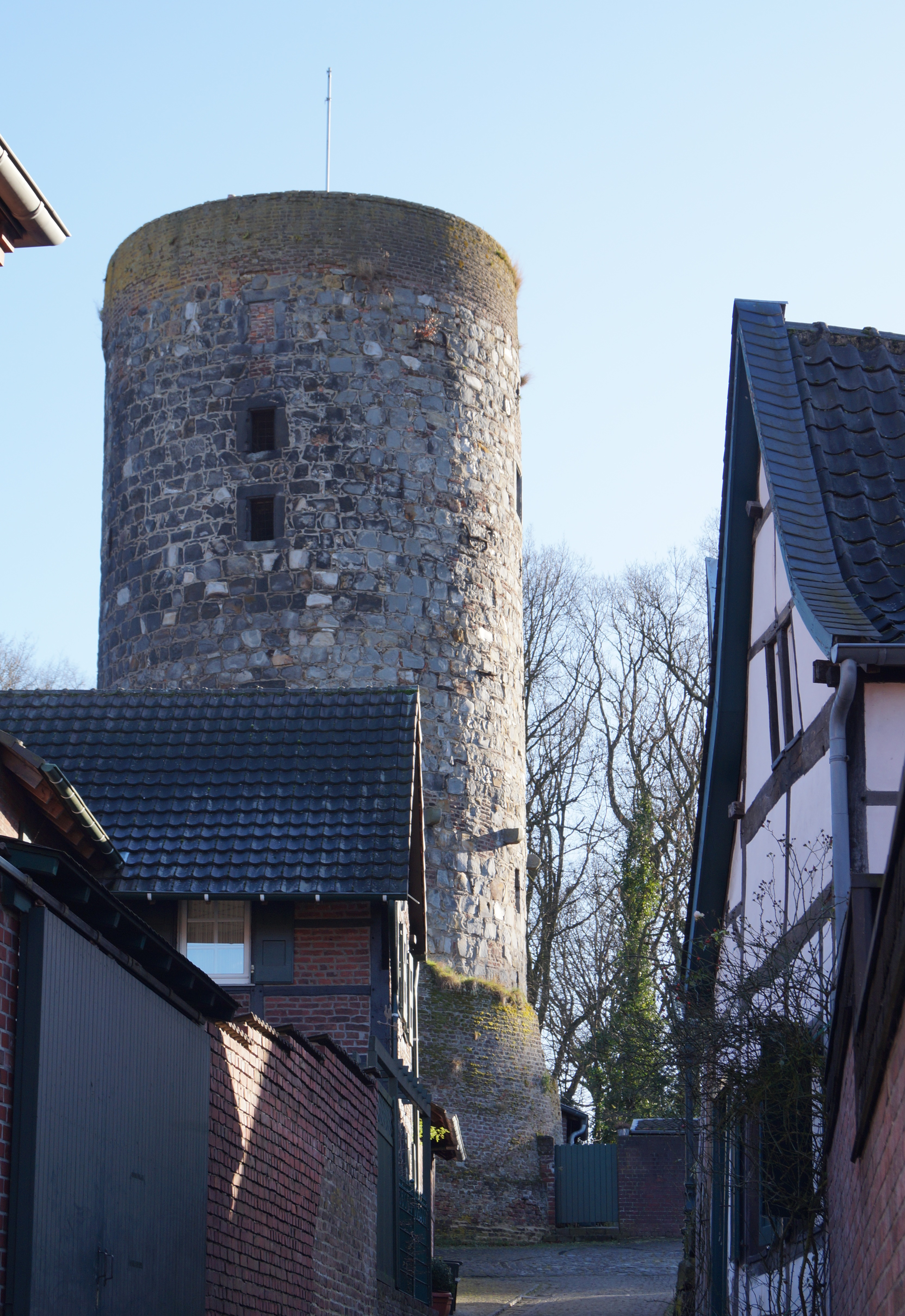
Mühlenturm
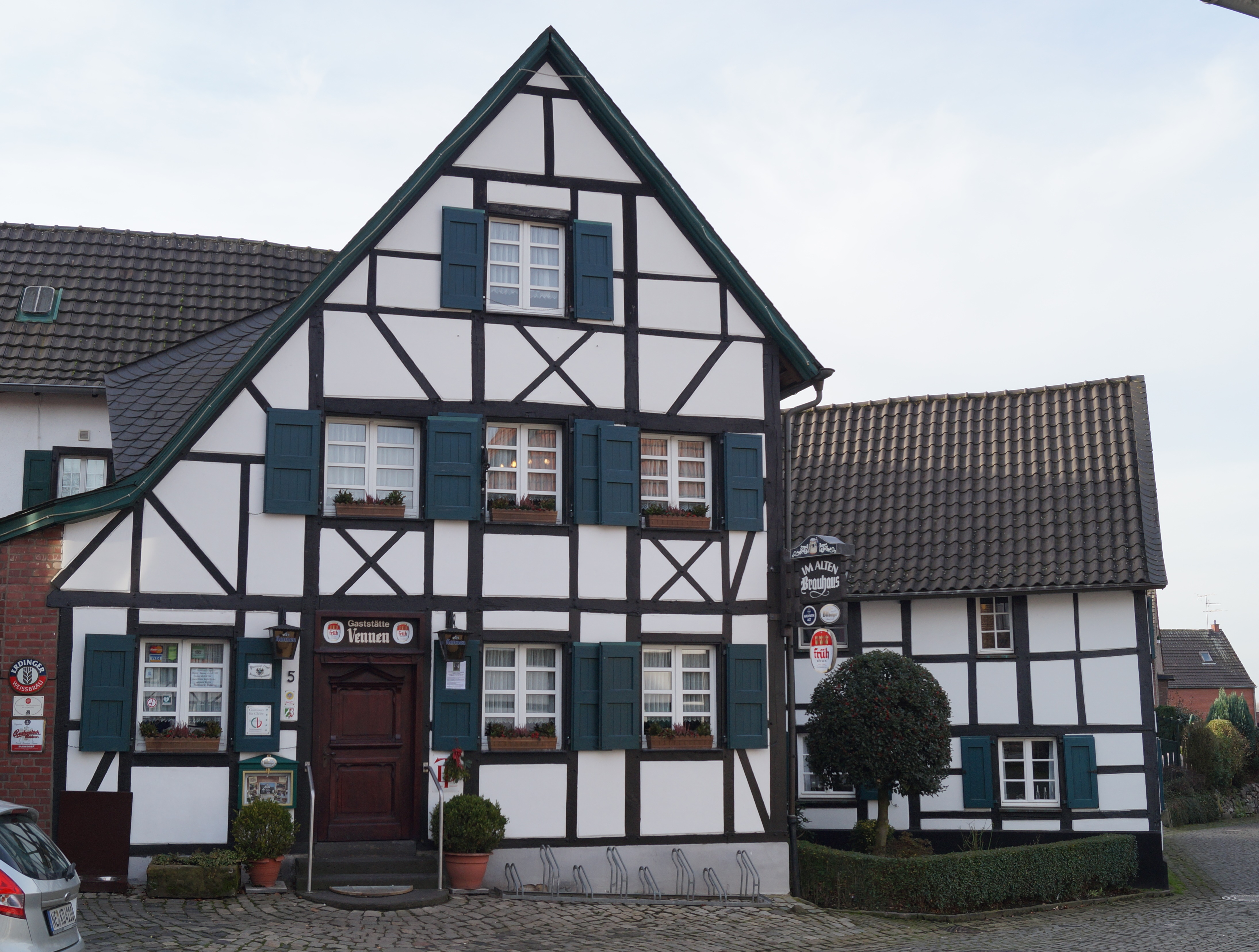
Historische Gaststätte Vennen
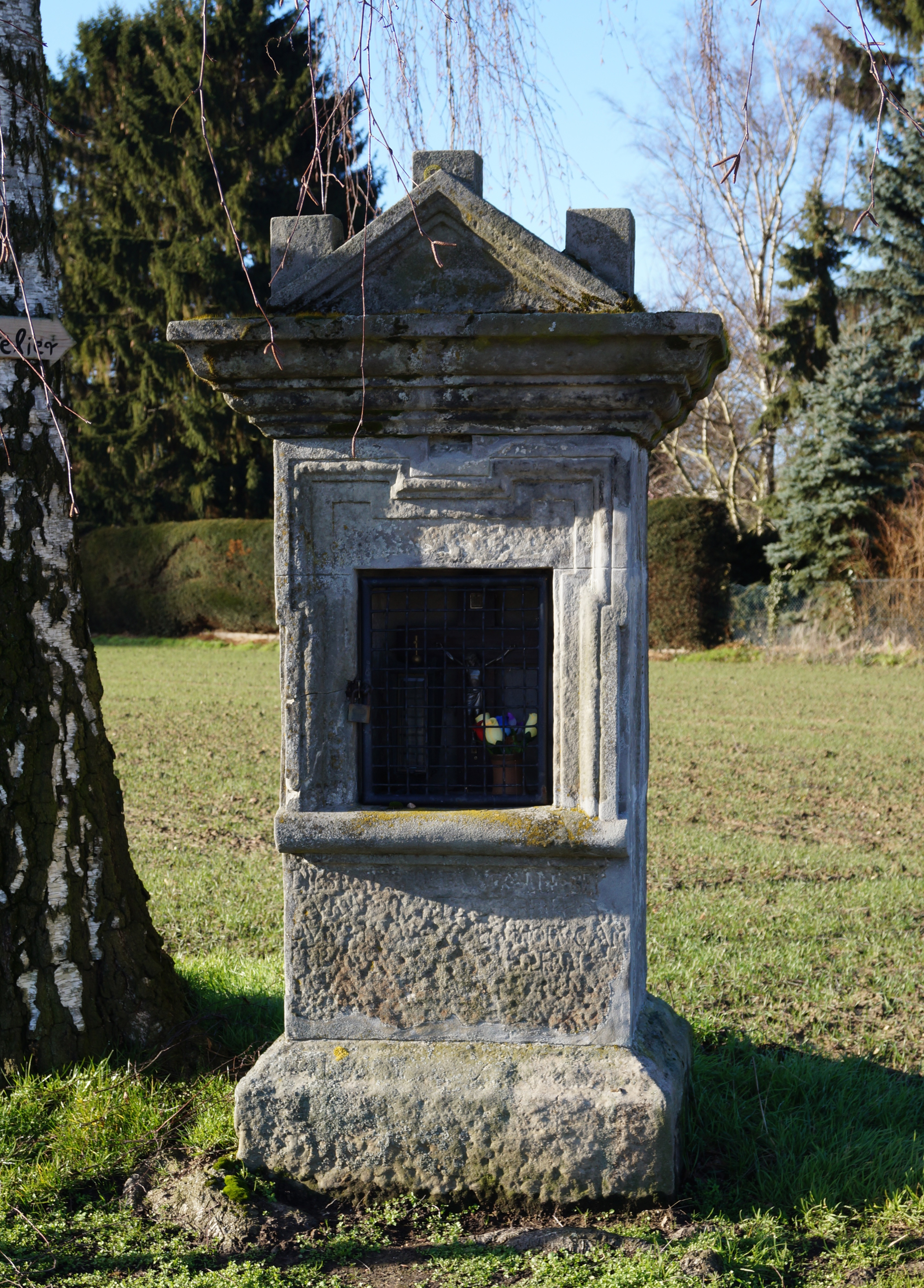
Fußfall aus Liedberger Sandstein
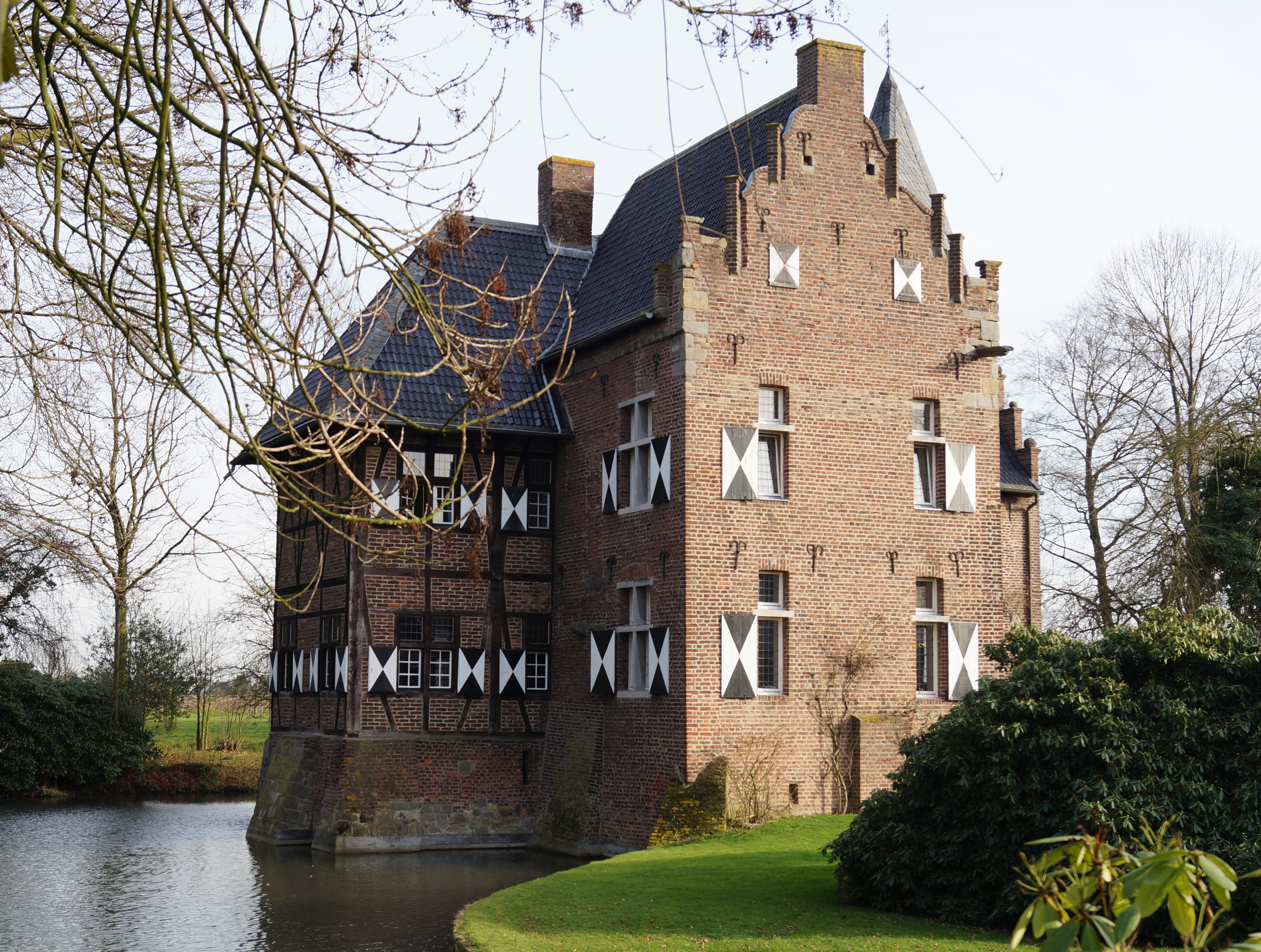
Haus Fürth bei Liedberg

## Orts- und Gemeindeentwicklung Liedbergs
Die Festung Liedberg wurde im Mittelalter, innerhalb der Umwallung lediglich von Dienstleuten, Burgmannen, und vereinzelten Privatleuten (2 Häuser) bewohnt. Erst 1608 wurde Liedberg zum Flecken (Minderstadt) mit besonderen Rechten erhoben und bis 1632 wurden 20 neue Häuser errichtet, 1673 waren es 40 Häuser, welche jedoch durch die Holländer im gleichen Jahr eingeäschert wurden. Weitere größere Brände fanden 1695, 1706 und 1715 statt. Ab 1700 wurde der Festungsgraben („der schwarze Graben“) zugeworfen und bis 1760 durch aneinanderschließende Häuserreihen der Ort neu aufgebaut, welche das Ortsbild bis heute prägen. Die ehemalige Gemeinde Liedberg bestand aus den Ortsteilen Liedberg, Steinhausen, Drölsholz, Steinforth und Rubbelrath.
Ab 1935 bildete Liedberg mit der Gemeinde Glehn das Amt Glehn. Letzter Bürgermeister der Gemeinde Liedberg war Wilderich Graf von Spee-Mirbach (CDU) (später Bürgermeister von Korschenbroich) und sein Stellvertreter Hermann Drath (CDU). Letzter ehrenamtlicher Gemeindedirektor war Ludwig Bovelet, sein allgemeiner Vertreter war Wilhelm Zimmermann. Am 1. Januar 1975 wurde Liedberg durch das Düsseldorf-Gesetz nach Korschenbroich eingemeindet.
Liedberg wurde 1985 im Bundeswettbewerb „Unser Dorf soll schöner werden“ in Würdigung „beispielhafter Leistungen bei der bewussten Gestaltung und Pflege des unmittelbaren Lebensraumes und des Zusammenlebens der Bevölkerung auf der Grundlage bürgerlicher Aktivitäten und Selbsthilfeleistungen“ mit der Goldmedaille ausgezeichnet.

## Geschichts- und Heimatforschung
Die Orts- und Heimatgeschichte wurde vom Theologen und Heimatforscher Jakob Bremer unter Auswertung aller vorhandenen Archivmaterialien intensiv erforscht. Das Standardwerk zur Geschichte Liedbergs umfasst 900 Seiten.

## Namensherkunft
Ab 1100 sind die Formen Litheberche, Litheberch und Lithberg überliefert. Diese Überlieferungen deuten auf das althochdeutsche hlita und entsprechend mittelhochdeutsche lîte hin, die „Abhang“ bedeuten. Auch im Mittelniederdeutschen, das für die Region wichtig ist, ist das Wort als lît (Abhang, Senkung, sumpfige Niederung) bezeugt. Konstruieren kann man zu diesem Wort auch den germanischen Vorläufer *hlitha, das für den Ortsnamen jedoch ohne Belang ist. Liedberg wird also wahrscheinlich ein kleiner Abhang oder eine Senke an einem Hügel bedeuten.

Offiziell genehmigtes Wappen von 1963

## Banner, Wappen und Hissflagge
| Banner, Wappen und Hissflagge |  |
|                               |  |
|                               |  |

Das Wappen wurde von Lothar Müller-Westphal entworfen und am 17. Juli 2011 der Öffentlichkeit vorgestellt.
| Blasonierung In Blau über einem goldenen (gelben) Hügel, darin eine blaue Raute wachsend ein silberner (weißer) Zinnenturm begleitet von zwei goldenen (gelben) Rauten. Wappenbeschreibung Der weiße Zinnenturm, welcher den noch erhaltenen Burgturm von Schloss Liedberg symbolisiert, steht auf einem gelben Hügel, der den Sandberg symbolisiert. Die drei Rauten stehen für die Ortsteile Liedberg, Steinhausen und Drölsholz. Das Wappen von 2. Juli 1963 war anscheinend niemanden mehr bekannt. Beschreibung der Hissflagge Die Flagge ist blau mit den Symbolen des Wappens. Beschreibung des Banners Das Banner ist blau-gelb-blau gepalten im Verhältnis 3,5:8:3,5; im blauen Bannerhaupt die Symbole des Wappens. |

## Kultur und Freizeit
Im Sommer 2007 wurden hier Teile der ARD-Krimi-Comedy-Serie Mord mit Aussicht gedreht.

### Bauwerke
- Schloss Liedberg – von diesem sind noch der Torturm aus dem 11. Jahrhundert und die Kapelle (1707) erhalten
- Mühlenturm – Wehr- und Wohnturm aus dem 9. Jahrhundert. Das älteste Gebäude in Korschenbroich.
- Sandbauernhof – ein Hof, von dem der unterirdische Sandabbau am Liedberg betrieben wurde – heute eine kulturelle Begegnungsstätte der Stadt Korschenbroich
- Kommerhof – dieser befindet sich im Tal des Kommerbachs, bei Rubbelrath. Der Kommerhof ist ein ehemaliges erzbischöfliches Tafelgut
- Haus Fürth bei Schlich ist eine niederrheinische Fachwerkwasserburg. Erbaut: 15./16. Jahrhundert.
- Pfarrkirche St. Georg, die im Jahr 1915 eingeweiht wurde.

### Regelmäßige Veranstaltungen
- Seit 1977 das Liedberger Seifenkistenrennen[30]

## Verkehr
Liedberg und Steinhausen trennt die von Mönchengladbach nach Neuss führende Bundesstraße B230.

## Persönlichkeiten
- Jakob Bremer, Theologe, Orts- und Heimatforscher
- „Selige Hildegundis“ (Hildegund von Meer); ihr Gedenktag ist der 6. Februar.
- Wilderich Graf von Spee-Mirbach (1926–2013), Politiker, lebte bis zu seinem Tod auf Haus Fürth